# Moosham (Mintraching)
Moosham ist ein Ortsteil und eine Gemarkung der Gemeinde Mintraching im Oberpfälzer Landkreis Regensburg. 

## Lage
Es liegt im Gäuboden in einer Höhenlage von 342 Metern etwa drei Kilometer südöstlich von Mintraching an der Staatsstraße 2111 und der Bahnstrecke Regensburg–Passau.   

## Geschichte
Moosham wurde 883 erstmals urkundlich erwähnt. Der Name Mosaheim bedeutet so viel wie Sumpfheim was auf seine Lage im Pfattermoos zurückzuführen ist. Damals schenkte Kaiser Karl der Dicke die Kapelle zu Mosaheim der Alten Kapelle zu Regensburg. Seit 1234 ist die Liste der in Moosham tätigen Pfarrherren erhalten. Im Zuge der Gebietsreform in Bayern kam Moosham am 1. Mai 1978 zur neu zugeschnittenen Gemeinde Mintraching.

## Bauwerke
In Moosham befindet sich die Pfarrkirche St. Petrus und Klemens.
Außerdem existierte das 1851 abgebrochene Schloss Moosham (Mintraching) der Mintrachinger und Lerchenfelder, von dem heute nur noch das denkmalgeschützte  Landsassengut erhalten ist.

## Vereine

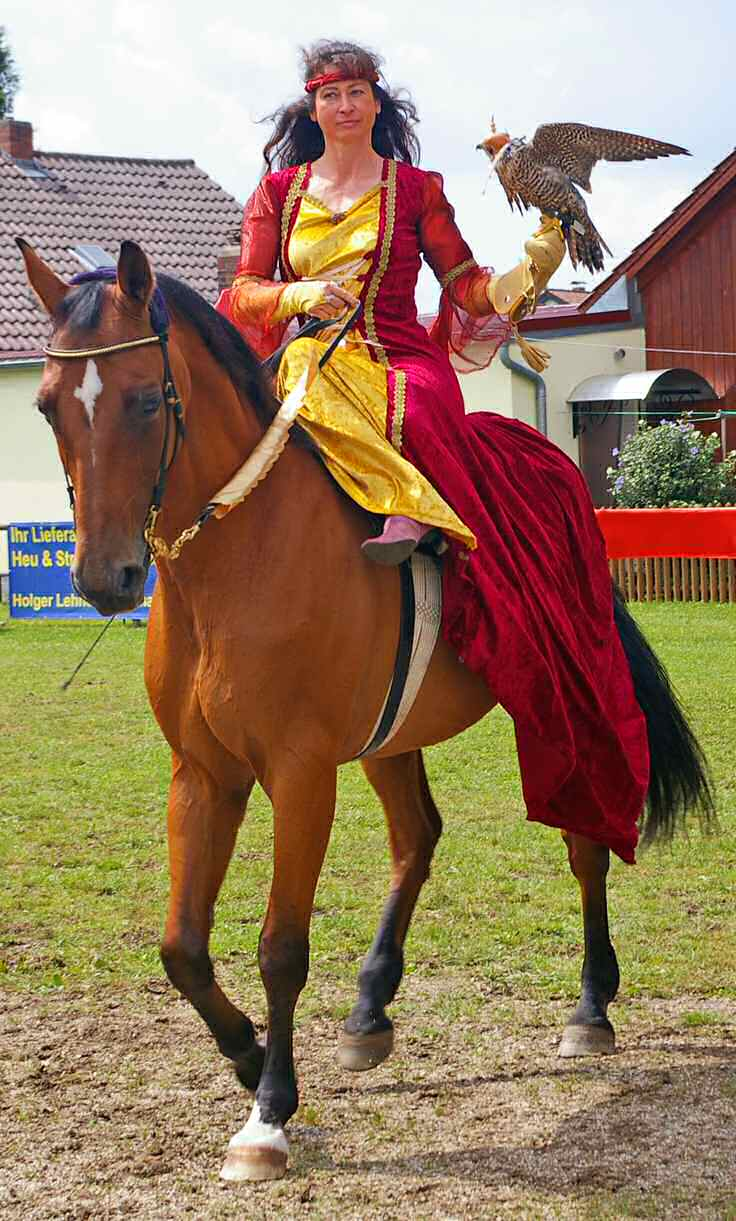
Ritterturnier in Moosham

Im Ort befindet sich der Katholische Kindergarten St. Michael. Andere örtliche Vereine sind die 1996 gegründeten Berg- und Freizeitsportfreunde Moosham, die 1868 gegründete Freiwillige Feuerwehr Moosham, der SV Moosham, die 1968 gegründete Schützengesellschaft Frohsinn Moosham, der Krieger- und Militärverein Moosham/Sengkofen, der Katholische Frauenbund Moosham und der 1905 gegründete Burschenverein Moosham.